# Coreia do Sul nos Jogos Olímpicos de Verão de 1972
A Coreia do Sul competiu nos Jogos Olímpicos de Verão de 1972, realizados em Munique, Alemanha.